# Adrien Manglard
Claude-Joseph Vernet (n. 10 martie 1695, Lyon, Regatul Franței – d. 1 august 1760, Roma, Statele Papale) a  fost un pictor francez.

## Biografie
Adrien Manglard s-a născut în orașul Lyon, Regatul Franței, la 10 martie 1695, întâiul născut al lui Edmond (numit Aimé) Manglard și Catherine Rose du Perrier (sau Dupérier). A fost botezat în biserica Saint-Vincent pe 12 martie a aceluiași an. Tatăl său a fost și pictor și s-a născut la Paris. Mama lui era fiica unui librar. Ambii părinți au crescut fără tații lor. S-au căsătorit pe 21 mai 1683 în Bazilica Saint-Martin d'Ainay .
Alături de Adrien mai aveau doi copii. Familia a suferit repercusiunile economice ale foametei cauzate de vremea extrem de rece a Micii ere glaciare, care a dus la cei șapte ani bolnavi din Scoția și la remarcabilul rece Le Grand Hiver din Franța, cu foametea ulterioară estimată a fi cauzat 600.000 de decese. până la sfârșitul anului 1710 în Franța. În 1707, cei doi frați ai lui Manglard, Pierre și Daniel, au fost lăsați la Hôpital de la Charité, un orfelinat din Lyon, unde au fost admiși ca délaissés (părăsiți).
După ce a studiat cu Adriaen van der Cabel la Lyon, Manglard s-a mutat de acolo la Avignon sau Marsilia, unde a studiat sub pictorul cartoșian Joseph Gabriel Imbert (1666–1749). În 1715 Manglard s-a mutat la Roma, pur și simplu ca turist. El nu se afla sub protecția Academiei Franceze, care l-ar admite ca membru cu drepturi depline în 1736. În 1722 probabil că se bucura deja de un anumit grad de faimă la Roma. Manglard a început să se bucure de patronajul unor comisari notabili cel puțin de la mijlocul anilor 1720. În anii 1720 a început să lucreze pentru Corte Sabauda, la care a trimis două picturi în 1726. Talentul lui Manglard de pictor marin a fost de așa natură încât cariera sa a avansat rapid: printre clienții prestigioși s-au numărat Victor Amadeus II, ducele de Savoia și regele Piemontului, care a cumpărat două piese potrivite de la el în 1726 și Philip, ducele de Parma. Numai Philip a comandat peste 140 de picturi de la Manglard pentru a-și decora palatele. Manglard s-a bucurat și de patronajul celor mai importante familii romane, inclusiv Colonna, Orsini, Rondani, Rospigliosi și Chigi. Pentru Chigi, a pictat în frescă două camere de pe piano nobile din Palazzo Chigi, astăzi reședința oficială a prim-ministrului Italiei. La Roma, Manglard a studiat cu Bernardino Fergioni înainte de a ajunge rapid la faima de pictor peisagistic. Manglard s-a concentrat asupra a ceea ce avea să devină domeniul său de expertiză la Roma, adică priveliști marine. A făcut studii despre nave, turci și chiar cămile. Manglard a descris deseori porturi în picturile sale de peisaj. Cifre precum turcii și cămilele reflectau exotismul marilor porturi italiene.
Manglard a fost instruit de un peisagist olandez din epoca de aur (Cabel), care călătorise el însuși în Italia. Acolo, stilul său a fost influențat de școala locală Bolognese. Astfel, Manglard a intrat în contact mai întâi cu stilul olandez de pictură peisagistică din epoca de aur, cu o cantitate de influență italiană a lui Cabel, pentru ca apoi să se mute în Italia el însuși la vârsta de douăzeci de ani și să fie influențat acolo de pictorii proeminenți din epoca Romei, inclusiv artiștii din cercul sculptorului Pierre Legros, precum Sebastiano Conca și Caspar van Wittel.  Picturile marine ale lui Manglard combină „peisajele clasice și idealizate ale lui Claude Lorrain cu realismul acut al modelelor nordice”.

## Imagini

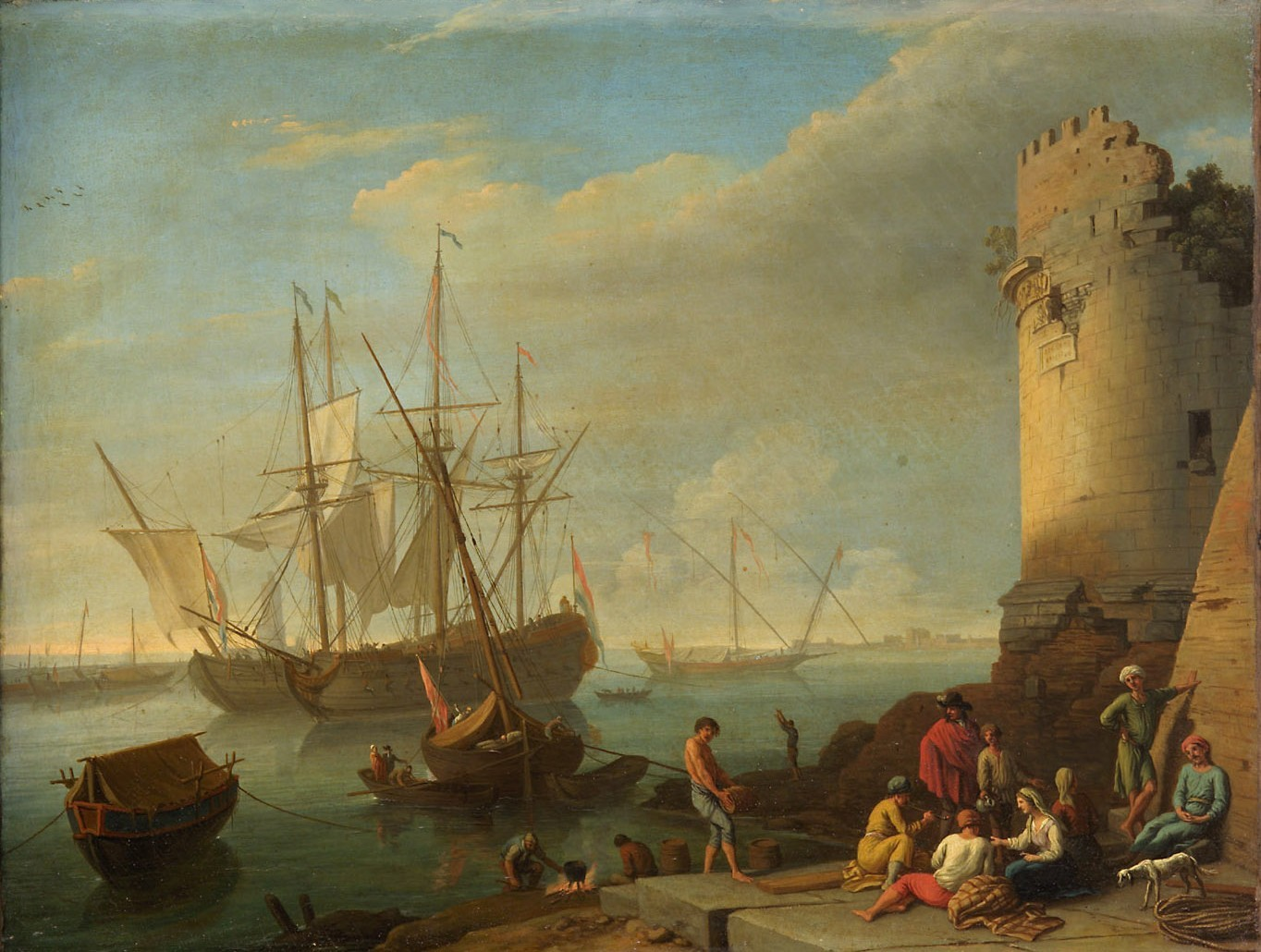
Seehafen, Kunsthistorisches Museum, Viena
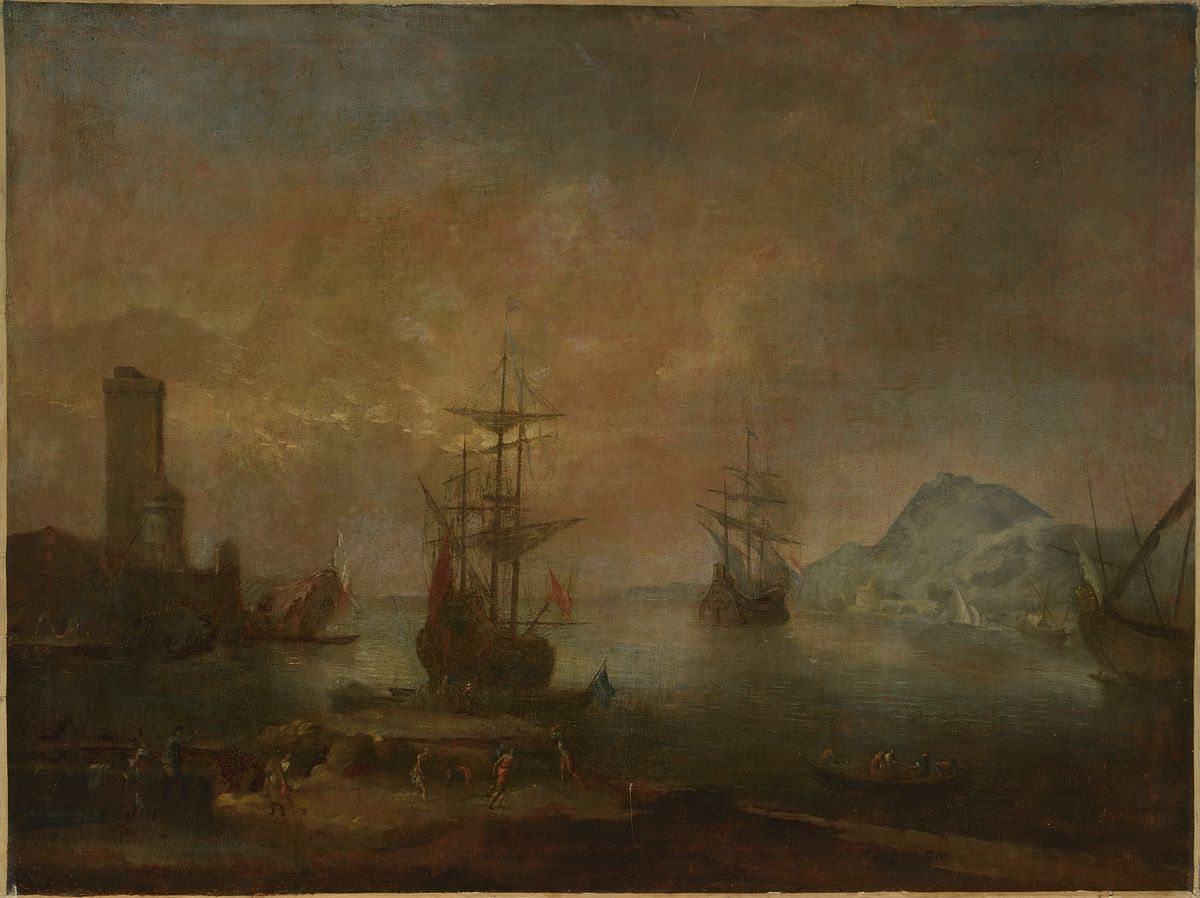
Marine, Museum of Fine Arts, Lyon
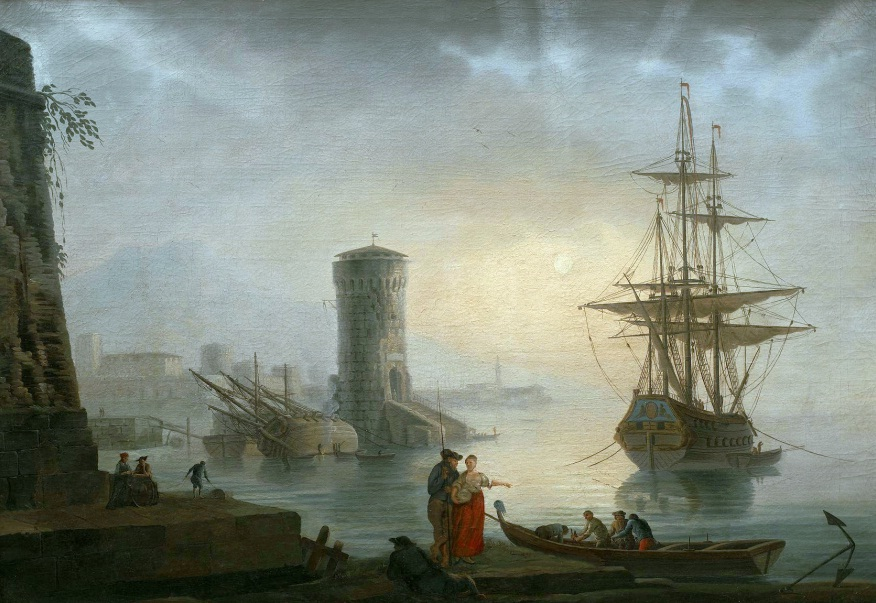
Mediterranean Port, King John III Palace Museum, Varșovia
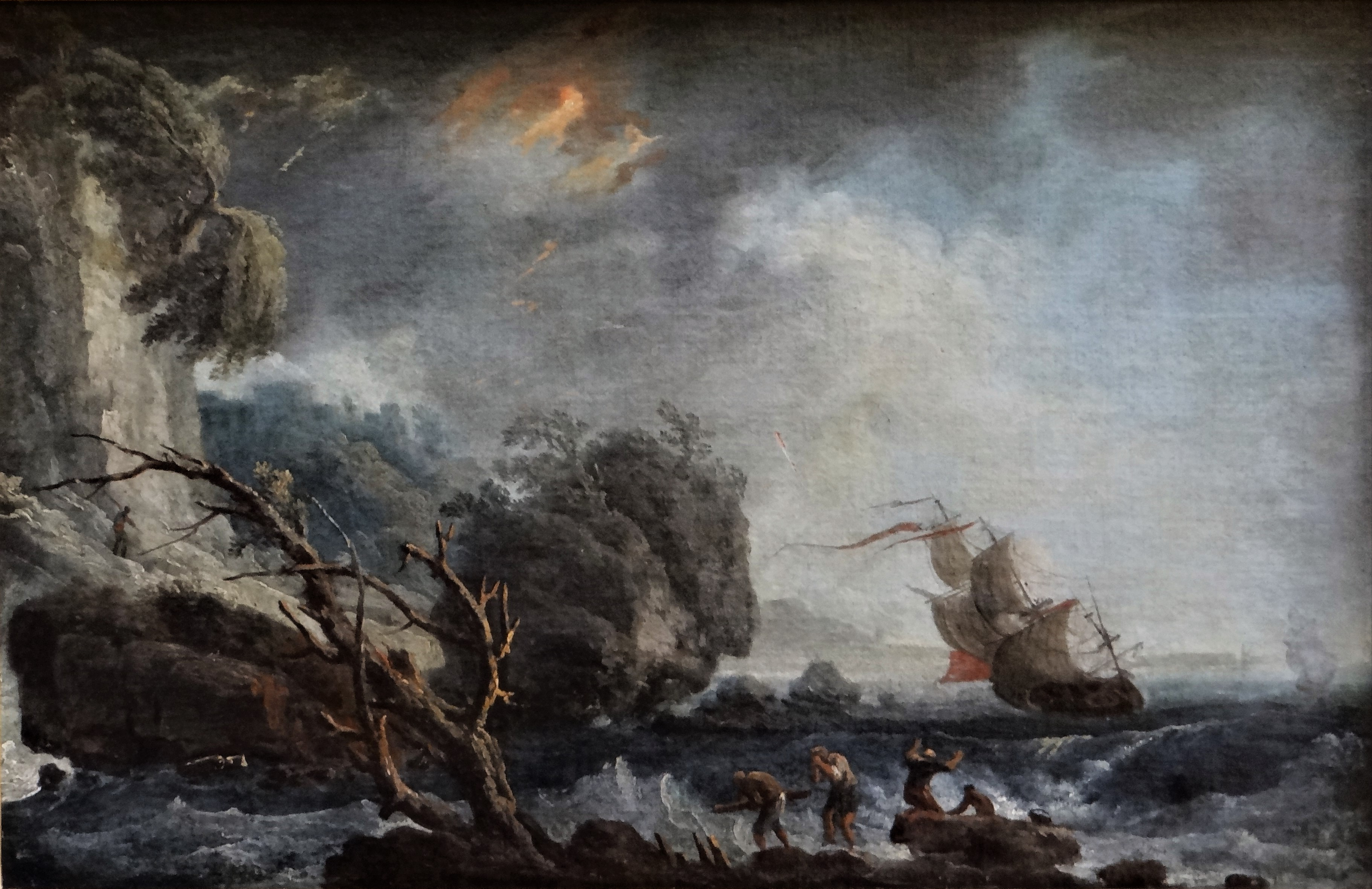
The End of the Storm, Museum of Art and Archeology of Périgord, Périgueux
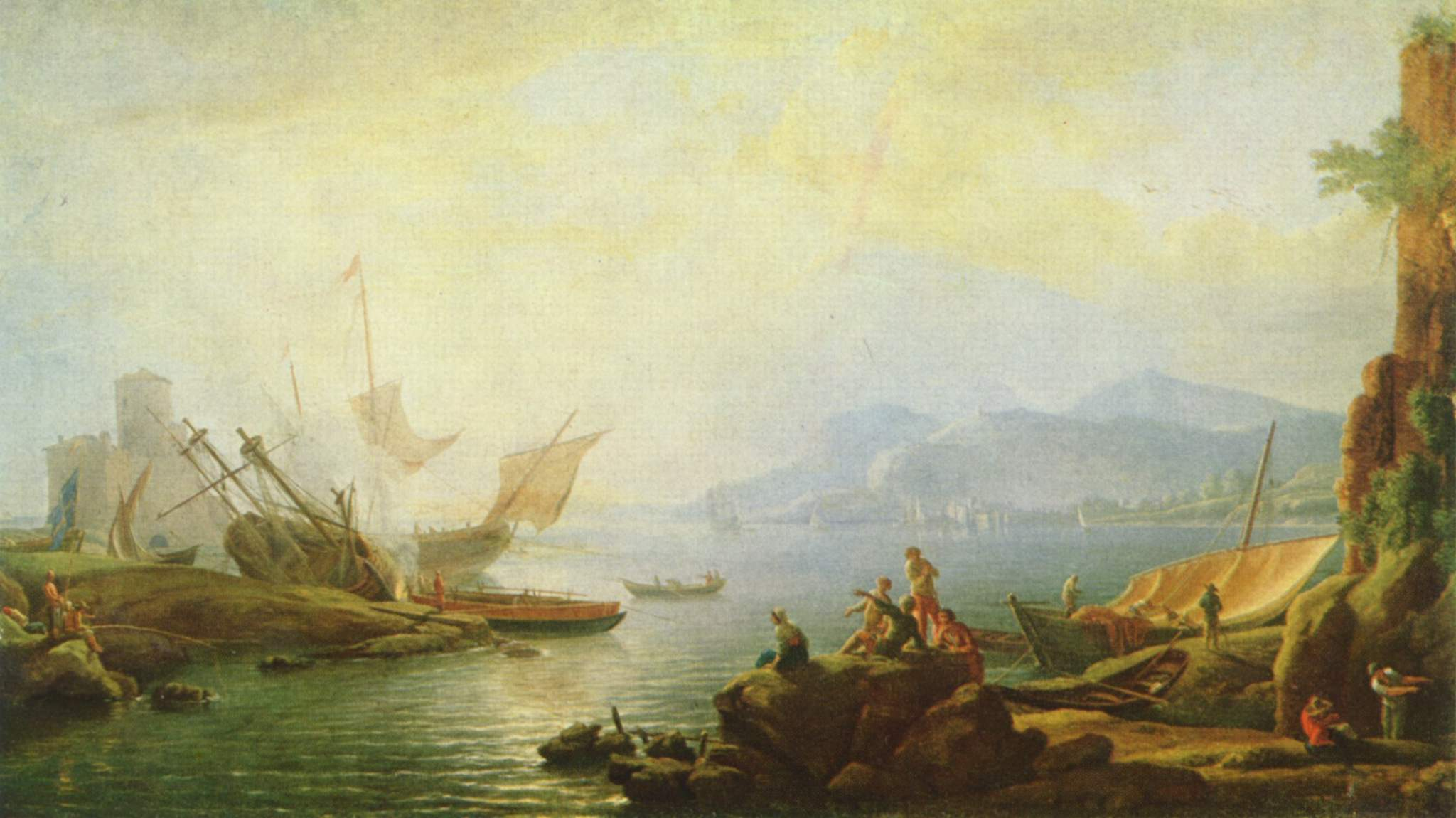
Flußmündung mit Hafen, Museum of Fine Arts, Budapesta
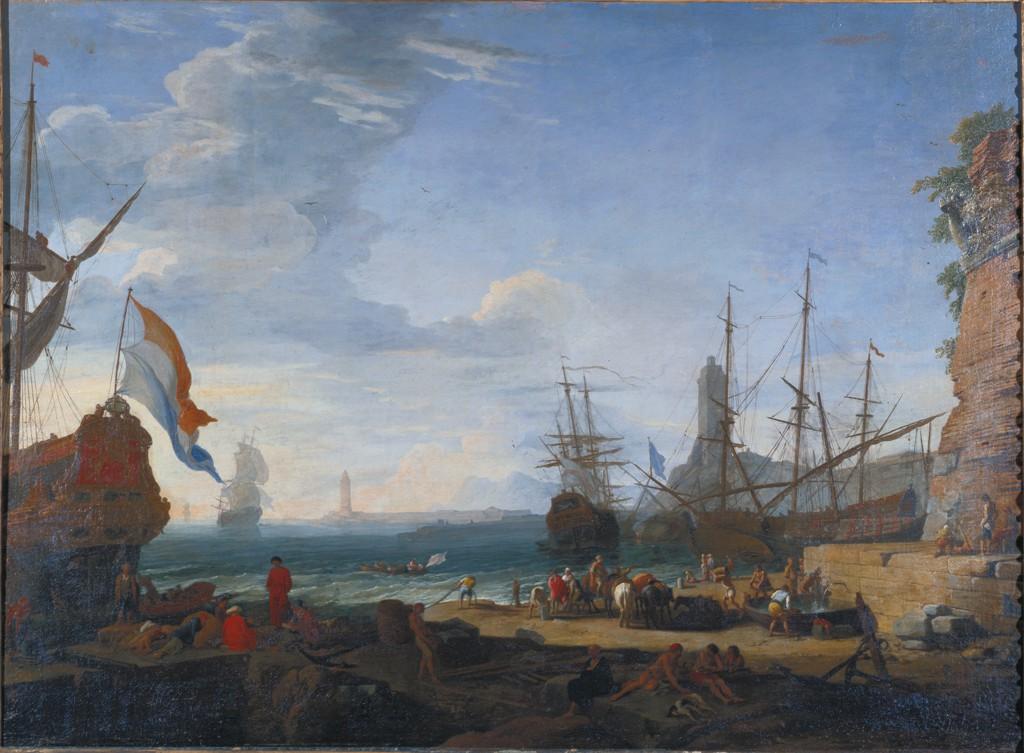
Seaport Scene, The Fogg Museum, Cambridge, Massachusetts
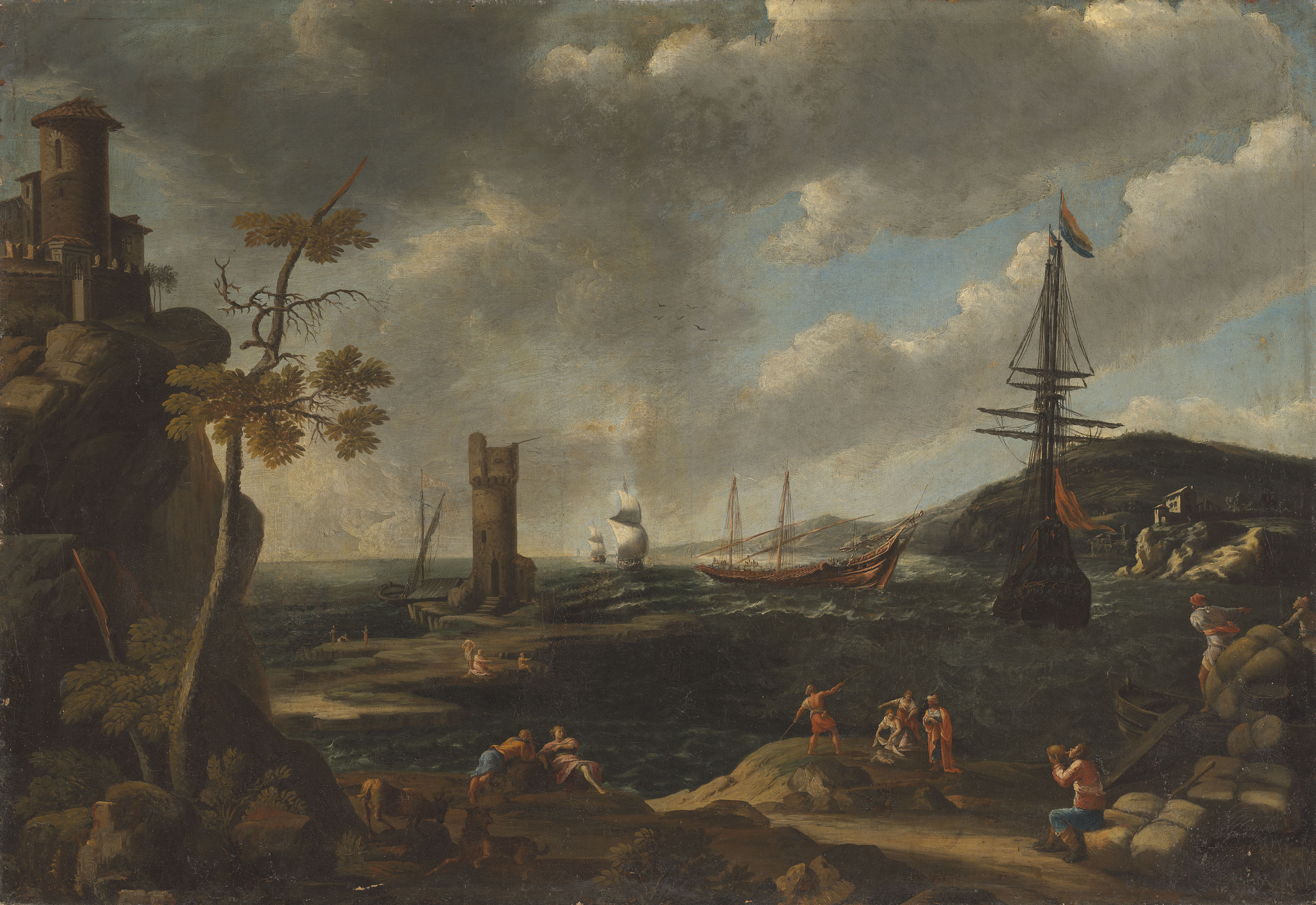
A Coastal Landscape with Fishermen, colecție privată, locație necunoscută
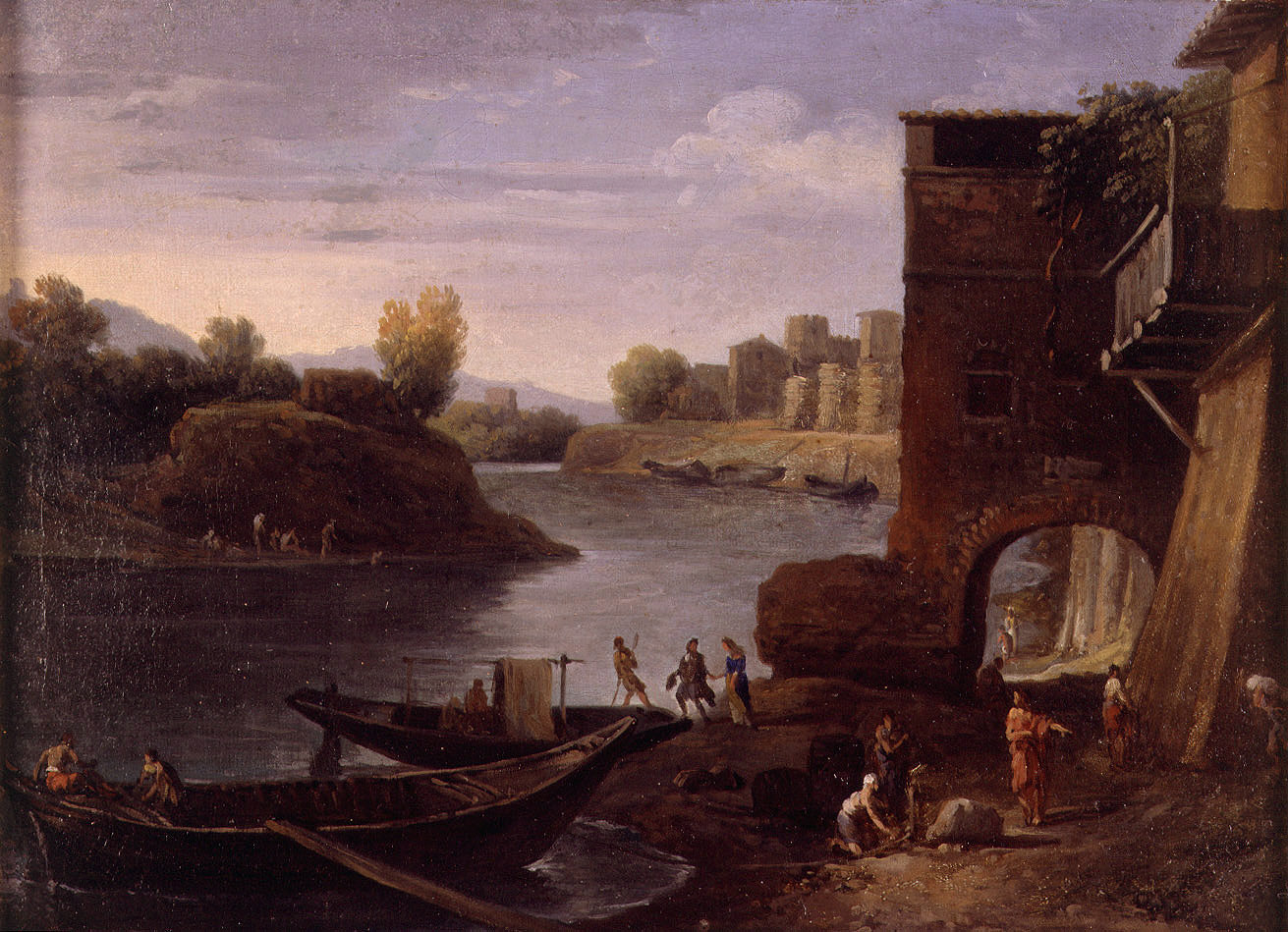
Embarcadero, cercul lui Adrien Manglard, Museu de Belles Arts de València, Valencia
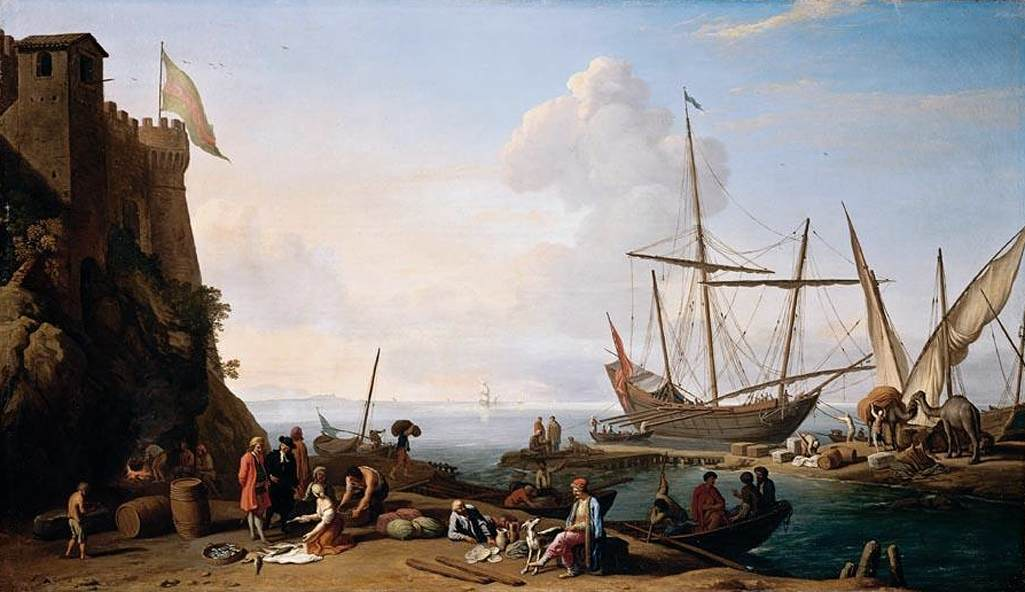
Mediterranean Harbour Scene, colecție privată, locație necunoscută